# Robert Hirsch
Robert Hirsch (* 26. Juli 1925 in L’Isle-Adam; † 16. November 2017 in Paris) war ein französischer Schauspieler.

## Leben
Robert Hirsch absolvierte kurz nach dem Zweiten Weltkrieg eine klassische Schauspielausbildung und war seit 1948 für 22 Jahre festes Mitglied der Comédie-Française. Neben seiner Bühnentätigkeit trat Hirsch immer wieder auch im Film auf. In Der Glöckner von Notre Dame war er Partner von Gina Lollobrigida. Rollen in Kriminalfilmen waren ebenso vertreten wie in Komödien. Sein Haupttätigkeitsfeld blieb jedoch während all der Jahre das Theater. Den César als bester Nebendarsteller erhielt Hirsch für seine Darstellung in Winter 54.

## Filmografie (Auswahl)
- 1956: Der Glöckner von Notre Dame (Notre-Dame de Paris)
- 1956: Das Gänseblümchen wird entblättert (En effeuillant la marguerite)
- 1957: Mimi (Mimi Pinson)
- 1957: Piraten von Madagaskar (La Bigorne, caporal de France)
- 1959: Maigret kennt kein Erbarmen (Maigret et l’affaire St. Fiacre)
- 1959: Tatort Paris (125, rue Montmartre)
- 1964: Samstags nie (Pas question le samedi)
- 1965: Auch große Scheine können falsch sein (Monnaie de singe)
- 1966: General Fiaskone (Martin Soldat)
- 1968: Schußfahrt nach San Remo (Les cracks)
- 1973: Der Schocker (Traitement de choc)
- 1983: Wespennest (La crime)
- 1989: Winter 54 (L’hiver 54 – Abbé Pierre)
- 1996: Mein Mann – Für deine Liebe mach’ ich alles (Mon homme)
- 2001: Mortal Transfer (Mortal transfert)
- 2002: Eine ganz private Affäre (Une Affaire privée)
- 2015: L’antiquaire